# Pepe Jeans London

Logo von Pepe Jeans

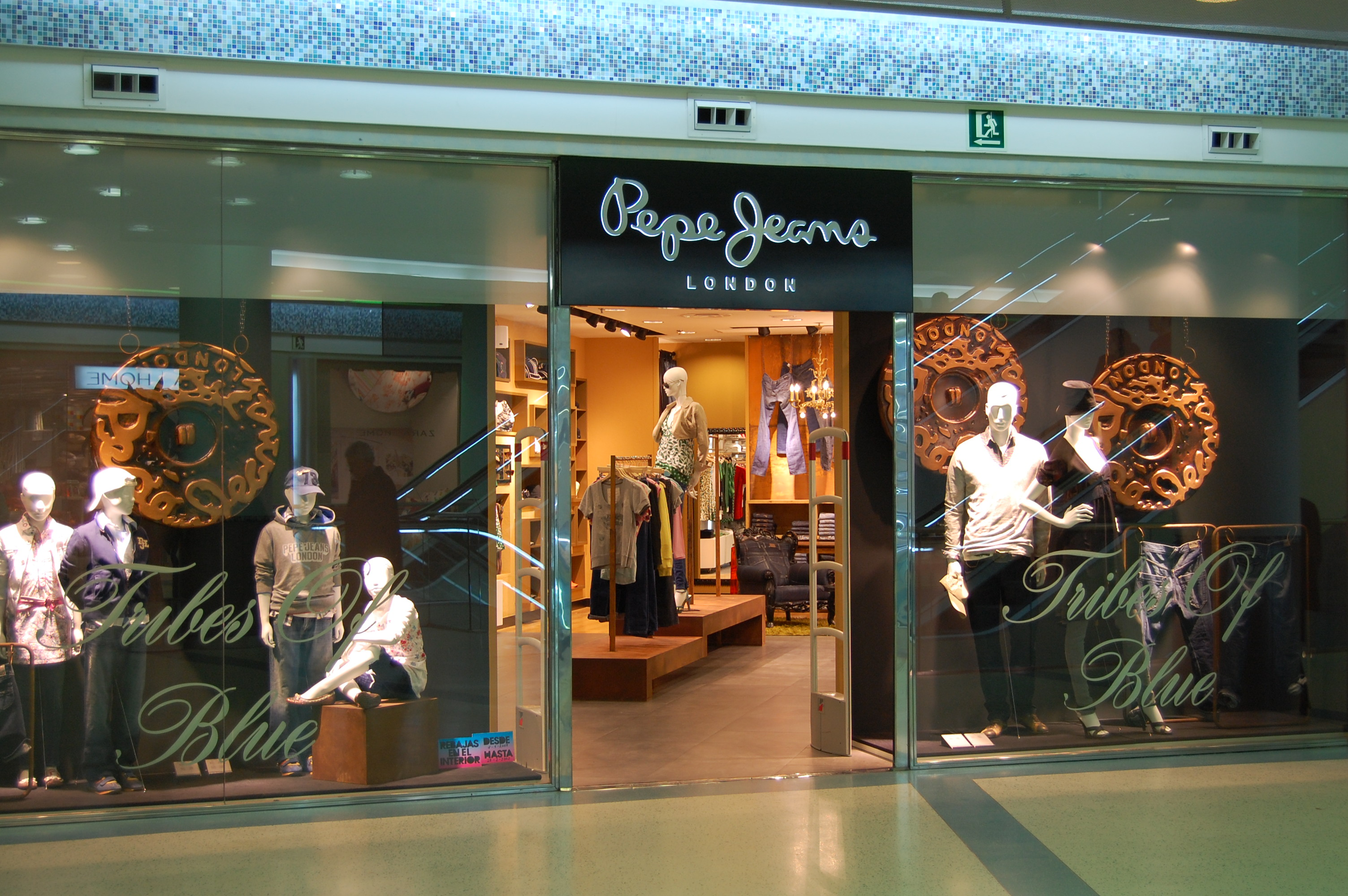
Geschäft von Pepe Jeans London in Vigo. 2010 eröffnete die Marke eigene Läden in großen deutschen Städten

Pepe Jeans London ist ein ursprünglich britisches Modeunternehmen, dessen Firmensitz seit Mitte der 2000er Jahre in Spanien liegt. 
Pepe Jeans wurde 1973 von den drei Brüdern Nitin, Arun und Milan Shah in London gegründet und ist heute eine der führenden Denim-Marken weltweit. Pepe produziert mittlerweile neben Jeans auch Modelinien für Frauen, Männer und Kinder sowie eine eigene Schuhlinie.

## Geschichte
Die drei Brüder Nitin, Arun und Milan Shah betrieben einen Modestand auf dem Portobello Road Market in West-London. Zur Nationalität der Brüder gibt es unterschiedliche Angaben: Sie sollen aus Kenia oder Nigeria stammen. Im Jahr 1973 gründeten sie im Szeneviertel Notting Hill die „Sholemay Ltd.“ Laut Firmenauskunft wollten die drei „die perfekte Jeans“ besitzen, die sich von der grauen, anonymen Massenjeans abhob, die sie aber nirgends fanden. Die drei Brüder entwarfen und produzierten daraufhin eigene Modelle. Nach erfolgreichem Geschäftseinstieg änderten sie den Namen in den leichter schreibbaren und merkbaren Namen „Pepe Jeans“. Bereits 1975 verkauften sie ihre Jeans an vier Londoner Läden.
Im Jahr 1980 war Pepe Jeans die erfolgreichste Jeansmarke im Vereinigten Königreich. Ab dieser Zeit wurde die Firma europaweit bekannt und expandierte 1989 nach Indien.
1991 begann ein Konsortium um den Textilfabrikanten Silas Chou aus Hongkong und den kanadischen Investor Lawrence Stroll, die Ende der 1980er Jahre die Mehrheit an der Tommy Hilfiger Corporation erlangt hatten, mit dem Aufkauf von Pepe-Anteilen. 1993 übernahm die Gruppe 80 % der Pepe-Anteile und vollzog ein Delisting der „Pepe Jeans Group PLC“ an der Londoner Börse. Damit schieden die Shah-Brüder aus dem Unternehmen aus. Pepe produzierte und vertrieb in der Folge unter anderem die Jeans-Linien der Marke Tommy Hilfiger. 1998 übernahm Tommy Hilfiger die US-amerikanische Pepe-Tochtergesellschaft „Pepe Jeans USA, Inc.“
In den 1990er Jahren war die „Pepe Jeans Deutschland GmbH“ in Ratingen angesiedelt. 1995 wurde die Verwaltung von London nach Amsterdam verlegt und die „Pepe B.V.“ gegründet. 1998 stieg das britische Beteiligungsunternehmen „3i“ bei Pepe Jeans ein. 2005 übernahm die spanische Torreal-Gruppe die Marke Pepe Jeans für 50 Millionen Euro zu 40 % von „3i“ und anderen Anteilseignern. Seit dem Einstieg von zwei Investmentfonds im Jahre 2010, von denen der eine zu der LVMH-Gruppe gehört, befinden sich 31 % der Anteile von Pepe Jeans im Besitz von Torreal, und knapp 30 % liegen bei den Investmentfonds. Die spanische Pepe-Gesellschaft firmiert unter „Pepe Jeans S.L.“ mit Sitz in Sant Feliu de Llobregat, die in London angesiedelte Konzerngesellschaft heißt „Pepe Jeans London Limited“.
2006 kaufte Pepe Jeans die britische Modemarke Hackett London, die seither ca. 25 % des Gesamtumsatzes der „Pepe Jeans London Ltd.“ erzielt. Der Jahresumsatz von Pepe Jeans lag im Jahr 2009 bei 347,3 Mio. Euro mit einem EBITDA von 51,4 Mio. Euro. Als exklusiver Vertriebspartner der Marken Tommy Hilfiger und Esprit in Spanien und Portugal erwirtschaftete Pepe Jeans zusätzlich Lizenzumsätze in Höhe von 114 Millionen Euro im Jahr 2009.
Ein Joint-Venture mit der US-amerikanischen Ledermarke „Coach, Inc.“ über den Vertrieb der Marke in Europa wurde 2010 mit Pepe Jeans beziehungsweise Hacket geschlossen und 2013 aufgelöst.
Heute ist Pepe in über 60 Ländern vertreten. Die Hauptabsatzmärkte sind Spanien, Portugal, Großbritannien, Frankreich, Deutschland und Italien, wo sich Pepe Jeans in ca. 6.000 Verkaufsstellen erwerben lassen. In Deutschland existierten im Jahre 2014 Ladengeschäfte in Hamburg, Berlin, Köln, Oberhausen und Frankfurt am Main sowie Outlets in Wertheim, Metzingen, Ingolstadt, Zweibrücken Fashion Outlet und Mülheim-Kärlich. Neben Niederlassungen in vielen europäischen Ländern befinden sich zahlreiche Pepe-Ladengeschäfte auch in Portugal, Spanien, Belgien und Indien. Des Weiteren existieren Geschäfte in Buenos Aires, Mexiko, Tunesien, dem Nahen Osten und im asiatischen Raum. Das Unternehmen beschäftigte Anfang der 2010er Jahre ca. 2.000 Mitarbeiter. In Nordamerika, Subsahara-Afrika und Ozeanien ist Pepe Jeans derzeit nicht direkt vertreten.

## Herstellung
Wie andere multinationale Marken lässt auch die Firma Pepe Jeans ihre Textilien von Unternehmen herstellen, die in Ländern mit einem relativ niedrigen Lohnniveau beheimatet sind. 2005 kam es in der türkischen Firma Türküaz/Çakil, die u. a. für Pepe Jeans produzierte, zu Protesten für bessere Arbeitsbedingungen. Die 250 Angestellten berichteten, dass sie unter Bedingungen arbeiteten, die gegen die Mindeststandards der Internationalen Arbeitsorganisation ILO verstießen. Die Arbeiter verdienten 210 Euro im Monat, was unter der Armutsgrenze in der Türkei liegt. Die Arbeitszeiten betrugen 10 Stunden an 7 Tagen in der Woche. Die Manager der Firma wurden dazu angehalten, die Fabrik zu schließen, sollten sich die Arbeiter organisieren und einer Gewerkschaft anschließen.

## Weblink
- Website von Pepe Jeans